# Cole Porter
Cole Albert Porter (1891-1964) là nhà soạn nhạc người Mỹ. 

## Cuộc đời và sự nghiệp
Cole Porter tốt nghiệp Đại học Yale và Đại học Harvard. Năm 1919, ông học âm nhạc ở Vincent d'Indy tại Paris. Trở về nước, ông chủ yếu sáng tác opera hài, thành công đầu tiên là vở opera Thức dậy và mơ mộng. Tiếp sau ông viết hàng loạt tác phẩm cho Nhà hát Broadway và nhạc cho phim, tiêu biểu là vở opera hài tạp kỹ Cuộc ly hôn vui vẻ, Hôn anh đi, Kate, Cái gì cũng xong,... Những ca khúc của ông như Ngày và đêm, Cô Otis nuối tiếc, Đừng vây quanh tôi,... được nhiều người ưa thích.